# Liushou ertong
Liushou ertong (« enfants laissés à l'arrière ») est une expression qui désigne, en Chine, les enfants laissés à la campagne à des grands-parents ou abandonnés par leurs parents partis travailler dans les grandes villes.

## Présentation
L'abandon d'enfants par les mingong (travailleurs migrants) a deux origines. D'une part le coût de la vie très élevé dans les grands centres urbain rend difficile la prise en charge d'enfants. D'autre part, les travailleurs migrants doivent obtenir le hukou, un document administratif indispensable pour pouvoir légalement migrer dans une autre région chinoise. Sans cela, les migrants ne peuvent pas bénéficier des services administratifs dans les villes. Dans la pratique, peu de campagnards l'obtiennent, ils deviennent alors des sans-papiers et les enfants qui les accompagnent ne peuvent pas fréquenter les écoles ou les centres de soins. Les parents préfèrent alors abandonner les enfants à la campagne. Ce phénomène est constaté dans les régions les plus pauvres et les plus reculées. Le gouvernement encourage les paysans à migrer vers les zones industrielles pour soutenir la croissance. En 2013, 263 millions de migrants de l'intérieur sont comptabilisés.
Le nombre d'enfants abandonnés est estimé à 60 millions, par la Fédération des femmes de Chine en 2013. La majorité des enfants sont à la charge des grands-parents ou d'autres membres de la famille.
Cette situation a commencé en 1979 lors de la libéralisation de l'économie par les autorités communistes et le départ des mingong (travailleurs migrants) vers les villes.

### Suicides
Après le suicide de quatre enfants abandonnés en 2015 une enquête a été ouverte par Li Keqiang, le Premier ministre chinois.